# نوروولین (خنتی)
نوروولین (به لاتین: Norovlin) یک منطقهٔ مسکونی در مغولستان است که در استان خنتی واقع شده‌است. نوروولین ۵٬۳۳۴ کیلومتر مربع مساحت دارد.